# Fate's Interception
Fate's Interception è un cortometraggio muto del 1912 diretto da D.W. Griffith.

## Produzione
Il film fu prodotto dalla Biograph Company.

## Distribuzione
Distribuito dalla General Film Company, il film - un cortometraggio in una bobina - uscì nelle sale cinematografiche USA l'8 aprile 1912.
Copie della pellicola sono conservate negli archivi della Library of Congress, del Museum of Modern Art e del Mary Pickford Institute for Film Education film collection.